# Osteodes fumida
Osteodes fumida là một loài bướm đêm trong họ Geometridae.